# 布赖和吕
布赖和吕（法語：Bray-et-Lû，法語發音：[bʁɛ e ly] ⓘ）是法国法兰西岛大区瓦兹河谷省的一个市镇，属于蓬图瓦兹区。

## 地理
布赖和吕（49°8'22"N, 1°39'40"E）面积3.71 平方千米，位于法国法蘭西島大區瓦兹河谷省，该省份为法国北部内陆省份，北起瓦兹省，西接厄尔省，南至塞纳-圣但尼省、上塞纳省和伊夫林省，东临塞纳-马恩省。
与布赖和吕接壤的市镇（或旧市镇、城区）包括：埃普特河畔蒙特勒伊、阿姆尼库尔、昂布勒维尔、绍西、埃普特河畔韦克桑。

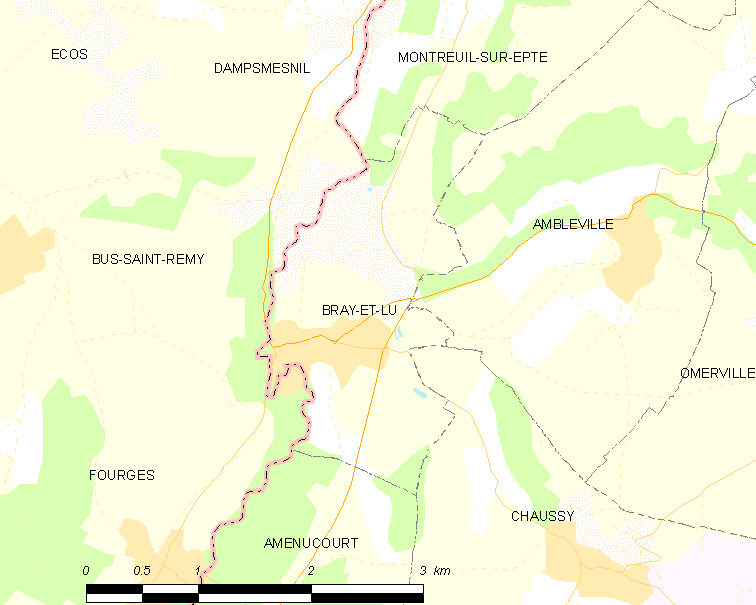
布赖和吕的OSM定位图

布赖和吕的时区为UTC+01:00、UTC+02:00（夏令时）。

## 行政
布赖和吕的邮政编码为95710，INSEE市镇编码为95101。

## 政治
布赖和吕所属的省级选区为沃雷阿勒县。

## 人口

1962-2008年间布赖和吕人口变化图示

布赖和吕于2022年1月1日时的人口数量为957人。